# Нидерт
Нидерт (нем. Niedert) — община в Германии, в земле Рейнланд-Пфальц. 
Входит в состав района Рейн-Хунсрюк. Подчиняется управлению Эммельсхаузен.  Население составляет 134 человека (на 31 декабря 2010 года). Занимает площадь 2,21 км².